# Chittagong (zila)
Chittagong  (/caṭṭagrām jelā/ⓘ en bengalí: চট্টগ্রাম জেলা) es una zila o distrito de Bangladés que forma parte de la división de Chittagong.

## Upazilas
- Anowara
- Bakalia
- Bandar
- Banshkhali
- Bayejid
- Boalkhali
- Chandanaish
- Chandgaon
- Double Mooring
- Fatikchhari
- Halishahar
- Hathazari
- Khulshi
- Kotwali
- Lohagara
- Mirsharai
- Pahartali
- Panchlaish
- Patenga
- Patiya
- Rangunia
- Raozan
- Sandwip
- Satkania
- Sitakunda

## Demografía
Según estimación 2010 contaba con una población total de 8.000.877 habitantes.